# Sassafrassläktet
Sassafrassläktet (Sassafras) är ett släkte i familjen lagerväxter med 2–3 arter träd som förekommer i östra Nordamerika och östra Asien.